# Onrechtmatig beding
Een onrechtmatig beding is in België een clausule in een overeenkomst waarbij er een kennelijk onevenwicht bestaat tussen de rechten en plichten van de partijen in een door de wet bepaalde contractuele relatie (b2b of b2c).
Onrechtmatige bedingen bestaan zowel in de relatie tussen een onderneming en een consument (b2c) als tussen ondernemingen onderling (b2b).
De wetgeving over onrechtmatige bedingen betreft een omzetting van de Richtlijn 93/13/EEG van de Raad van 5 april 1993 betreffende oneerlijke bedingen in consumentenovereenkomsten.

## b2c
De wet geeft een niet-limitatieve opsomming (met ongeveer 33 voorbeelden) van wat onrechtmatige bedingen in het kader van het consumentenrecht zijn. Een voorbeeld:
de consument te verbieden de ontbinding van de overeenkomst te vragen ingeval de onderneming haar verbintenis niet nakomt.
Daarnaast bestaat er een catch-all bepaling voor bedingen niet onder deze opsomming vallen, maar wel onrechtmatig zijn. De bredere definitie van een onrechtmatig beding in een b2c-context is:
elk beding of elke voorwaarde in een overeenkomst tussen een onderneming en een consument die, alleen of in samenhang met een of meer andere bedingen of voorwaarden, een kennelijk onevenwicht schept tussen de rechten en plichten van de partijen ten nadele van de consument.

## b2b
De Wet 4 april 2019, de zgn. b2b-wet, voerde een regeling in m.b.t. onrechtmatige bedingen tussen ondernemingen. Deze regeling is terug te vinden in art. VI.91/1-VI.91/10 WER en beoogt om kleinere ondernemingen te beschermen tegen grote ondernemingen ten aanzien waarvan zij zich bevinden in een positie van economische afhankelijkheid.
Een onrechtmatig beding in een b2b-relatie is:
elk beding van een overeenkomst gesloten tussen ondernemingen dat, alleen of in samenhang met één of meer andere bedingen, een kennelijk onevenwicht schept tussen de rechten en plichten van de partijen.
Art. VI.91/4 geeft een zwarte lijst van bedingen die altijd onrechtmatig zijn, waarbij geen tegenbewijs kan worden geleverd. Het gaat om:
- de onherroepelijke verbintenis onder potestatieve voorwaarde, waarbij het gaat om een onherroepelijke verbintenis van de andere partij terwijl de uitvoering van de prestaties van de onderneming onderworpen is aan een voorwaarde waarvan de verwezenlijking uitsluitend afhankelijk is van haar wil;
- het eenzijdig interpretatiebeding, dat de onderneming het eenzijdige recht geeft om een of ander beding van de overeenkomst te interpreteren zonder dat de andere partij dat recht heeft;
- het beding tot afstand van elk middel tot verhaal, dat in geval van betwisting, de andere partij doet afzien van elk middel van verhaal tegen de onderneming (waardoor men de onderneming bv. niet voor de rechter zou kunnen slepen);
- de onweerlegbare kennis- of aanvaardingsbedingen, die op onweerlegbare wijze de kennisname of de aanvaarding van de andere partij vaststellen met bedingen waarvan deze niet daadwerkelijk kennis heeft kunnen nemen vóór het sluiten van de overeenkomst.

Art. VI.91/5 geeft een grijze lijst van bedingen die weerlegbaar vermoed worden onrechtmatig te zijn. D.w.z. dat ze in principe onrechtmatig, tenzij kan worden bewezen dat dat niet het geval is. Het gaat om:
- eenzijdige wijzigingsbedingen, die de onderneming het recht verlenen om zonder geldige reden (of objectieve verantwoording) de prijs, de kenmerken of de voorwaarden van de overeenkomst eenzijdig te wijzigen;
- het beding dat een overeenkomst van bepaalde duur stilzwijgend verlengt of vernieuwt, zonder opgave van een redelijke opzegtermijn;
- de omkering van het economisch risico zonder tegenprestatie, m.a.w. het zonder tegenprestatie het economische risico op een partij leggen indien die normaliter op de andere onderneming of op een andere partij bij de overeenkomst rust;
- het beding dat op ongepaste wijze de wettelijke rechten van een partij uitsluit of beperkt in geval van volledige of gedeelde wanprestatie of gebrekkige uitvoering door de andere onderneming van een van haar contractuele verplichtingen;
- het beding dat, onverminderd de gerechtelijke opzegging (art. 1184 Burgerlijk Wetboek), de partijen verbindt zonder opgave van een redelijke opzegtermijn;
- het beding dat de onderneming ontslaat van haar aansprakelijkheid voor haar opzet, haar zware fout of voor die van haar aangestelden of, behoudens overmacht, voor het niet-uitvoeren van de essentiële verbintenissen die het voorwerp van de overeenkomst uitmaken;
- het beding dat de bewijsmiddelen waarop de andere partij een beroep kan doen, beperkt;
- het onevenredig schadebeding, dat in geval van niet-uitvoering of vertraging in de uitvoering van de verbintenissen van de andere partij, schadevergoedingsbedragen vaststelt die kennelijk niet evenredig zijn aan het nadeel dat door de onderneming kan worden geleden.

Een voorbeeld van een onrechtmatig beding is het beding in een overeenkomst in de bouwsector dat voorziet in een voorschot van 100%.

## Sanctie
De sanctie op onrechtmatige bedingen is de relatieve nietigheid. Indien de overeenkomst kan voortbestaan zonder het beding, blijft de overeenkomst bindend voor de partijen.